# Tóts
 (signalé en juillet 2025).
Si vous disposez d'ouvrages ou d'articles de référence ou si vous connaissez des sites web de qualité traitant du thème abordé ici, merci de compléter l'article en donnant les références utiles à sa vérifiabilité et en les liant à la section « Notes et références ».
- Archive Wikiwix
- Bing
- Cairn
- DuckDuckGo
- E. Universalis
- Gallica
- Google
- G. Books
- G. News
- G. Scholar
- Persée
- Qwant
- (zh) Baidu
- (ru) Yandex
- (wd) trouver des œuvres sur Wikidata

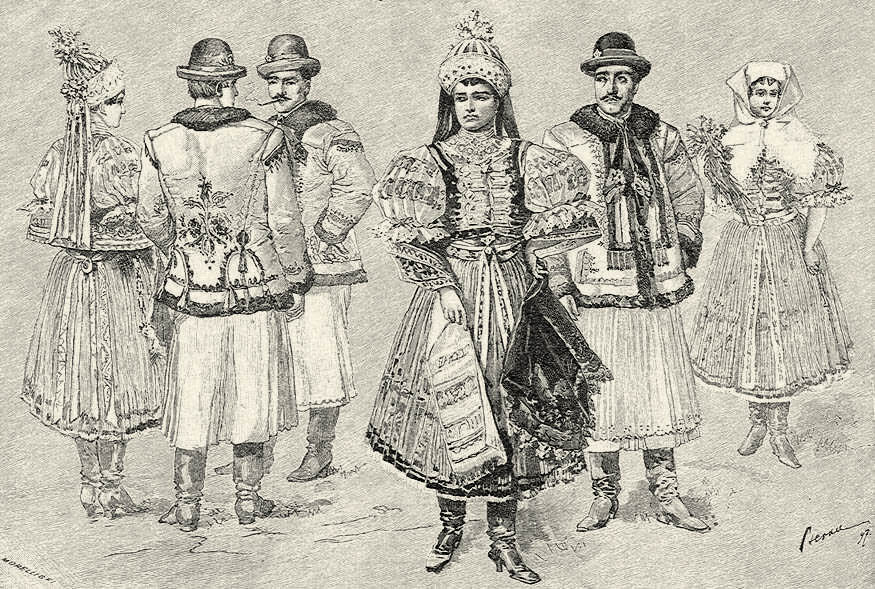
Costumes traditionnels tóts de Haute-Hongrie (actuelle Slovaquie).

Les Tóts (en hongrois : tót [ˈtoːt], pluriel : -ok) désignent originellement l'ethnonyme attribué par les Magyars aux populations slovènes, slovaques voire croates. Ce dénominatif est resté dans les toponymes de certaines localités de Hongrie : Tahitótfalu, Tótkomlós, Tótszentgyörgy, Tótszentmárton, Tótszerdahely, Tótújfalu, Tótvázsony, Lengyeltóti, Káptalantóti ainsi que dans le patronyme Tóth. De nos jours, les membres de la minorité slovaque de Hongrie continuent de se désigner de cette façon, notamment dans le comitat de Békés, au sud-est du pays.